# Saison 3 de Chicago Fire
Chronologie
Saison 2 Saison 4
Cet article présente les épisodes de la troisième saison de la série télévisée américaine Chicago Fire.

## Généralités
- Le 19 mars 2014, la série a été officiellement renouvelée pour une troisième saison par le réseau NBC[1]
- Aux États-Unis, la saison est diffusée du 23 septembre 2014 au 12 mai 2015 sur NBC.
- Au Canada, elle a été diffusée en simultané sur le réseau Global.
- En France, elle a été diffusée du 10 avril 2016 jusqu'au 26 juin 2016 sur D17.

## Distribution

### Acteurs principaux
- Jesse Spencer (VF : Guillaume Lebon) : Lt Matthew Casey
- Taylor Kinney (VF : Thomas Roditi) : Lt Kelly Severide
- Monica Raymund (VF : Anne Dolan) : Gabriela Dawson
- Kara Killmer : Sylvie Brett
- Charlie Barnett (VF : Franck Lorrain) : Peter Mills
- Eamonn Walker (VF : Thierry Desroses) : Chef Wallace Boden
- David Eigenberg (VF : Franck Capillery) : Christopher Herrmann
- Yuri Sardarov (VF : Olivier Augrond) : Brian « Otis » Zvonecek
- Joe Minoso (VF : Loic Houdré) : Joe Cruz
- Christian Stolte (VF : Paul Borne) : Randy « Mouch » McHolland

### Acteurs récurrents et invités
- La distribution principale de Chicago PD
- La distribution principale de New York, unité spéciale
- Robyn Coffin (VF : Nathalie Gazdik): Cindy Herrmann, la femme de Christopher Herrmann.
- Randy Flagler : Capp
- Edwin Hodge : Rick Newhouse
- Serinda Swan : Brittany Baker[2]
- Richard Roundtree : Wallace Boden, Sr[3].
- Warren Christie : Scott Rice[4]
- Eric Mabius : Tom Nesbitt[5]
- Izabella Miko : Katya[6]

## Liste des épisodes

### Épisode 1:Pour toujours
- États-Unis /  Canada : 23 septembre 2014 sur NBC[7] / Global[8]
- Québec :
  - 24 août 2015 sur AddikTV[9]
  - 5 avril 2016 sur TVA
- Suisse : 30 août 2015 sur RTS Un[10]
- Belgique : 18 novembre 2016 sur RTL TVI
- France : 10 avril 2016 sur D17

- États-Unis : 9,14 millions de téléspectateurs[11] (première diffusion)
- Canada : 1,633 million de téléspectateurs[12] (première diffusion + différé 7 jours)
- France : 350 000 téléspectateurs[13](première diffusion)

### Épisode 2:La Vie continue
- États-Unis /  Canada : 30 septembre 2014 sur NBC / Global
- Suisse : 30 août 2015 sur RTS Un
- Belgique : 18 novembre 2016 sur RTL TVI
- Québec :
  - 31 août 2015 sur AddikTV
  - 12 avril 2016 sur TVA
- France : 10 avril 2016 sur D17

- États-Unis : 8,71 millions de téléspectateurs[14] (première diffusion)
- Canada : 1,607 million de téléspectateurs[15] (première diffusion + différé 7 jours)
- Québec : 665 000 téléspectateurs[16] (deuxième diffusion + différé 7 jours)
- France : 360 000 téléspectateurs[17](première diffusion)

Gabriela Dawson rend visite à la caserne 66 de Tommy Welsh et ses hommes et leur apporte des bières pour essayer de faire bonne impression devant ses futurs collègues. L'équipe de la caserne 51 porte ensuite secours à Elena, une jeune fille coincée dans une voiture suspendue près d'un lac. Après l'intervention, en rentrant à la caserne, Christopher Herrmann propose à Joey Cruz et Mouch d'intégrer le projet « Molly 2 » et de se creuser les méninges pour renflouer les caisses du bar. De son côté, Kelly Severide fait la connaissance de la nouvelle ambulancière, Sylvie Brett, et informe Erin Lindsay de son retour. Matt Casey prend sa compagne sous son aile et l'entraîne à la course d'escaliers. Grâce aux recherches de Rick Newhouse, Peter Mills fait la rencontre de la famille de son père, mais est accueilli froidement. Le soir pendant l'exercice, le lieutenant de l'échelle 81 refait sa demande en mariage à Gabriela qui accepte et le couple passe la nuit ensemble. Mais le lendemain matin, ils s'aperçoivent que Kelly n'est pas rentré de la nuit. L'ambulance 61 est appelée pour aider un homme à terre qui respire mal. Sylvie lui injecte de la naloxone, mais la victime prend la fuite et refuse d'être conduite à l'hôpital. Elle en profite pour faire visiter sa maison, située pas très loin de l'intervention, à sa nouvelle partenaire. Malheureusement, cette dernière apprend une mauvaise nouvelle par le capitaine Joël Tyberg: son transfert à la caserne 66 n'est plus d'actualité, car Tommy a trouvé un nouveau stagiaire.

### Épisode 3:Contente toi de conduire
- États-Unis /  Canada : 7 octobre 2014 sur NBC / Global
- Suisse : 6 septembre 2015 sur RTS Un
- Belgique : 18 novembre 2016 sur RTL TVI
- Québec :
  - 7 septembre 2015 sur AddikTV
  - 19 avril 2016 sur TVA
- France : 17 avril 2016 sur D17

- États-Unis : 8,37 millions de téléspectateurs[18] (première diffusion)
- Canada : 1,684 million de téléspectateurs[19] (première diffusion + différé 7 jours)
- Québec : 579 000 téléspectateurs[20] (deuxième diffusion + différé 7 jours)
- France : 320 000 téléspectateurs[21](première diffusion)

### Épisode 4:Baptême de feu
- États-Unis /  Canada : 14 octobre 2014 sur NBC / Global
- Suisse : 6 septembre 2015 sur RTS Un
- Belgique : 25 novembre 2016 sur RTL TVI
- Québec :
  - 14 septembre 2015 sur AddikTV
  - 26 avril 2016 sur TVA
- France : 17 avril 2016 sur D17

- États-Unis : 7,11 millions de téléspectateurs[22] (première diffusion)
- Canada : 1,543 million de téléspectateurs[23] (première diffusion + différé 7 jours)
- Québec : 620 000 téléspectateurs[24] (deuxième diffusion + différé 7 jours)
- France : 370 000 téléspectateurs[25](première diffusion)

- Randy Flagler (Capp)
- Edwin Hodge (Rick Newhouse)
- Marina Squerciati (Kim Burgess)

### Épisode 5:Conflits internes
- États-Unis /  Canada : 21 octobre 2014 sur NBC / Global
- Suisse : 13 septembre 2015 sur RTS Un
- Belgique : 25 novembre 2016 sur RTL TVI
- Québec :
  - 21 septembre 2015 sur AddikTV
  - 3 mai 2016 sur TVA
- France : 24 avril 2016 sur D17

- États-Unis : 7,45 millions de téléspectateurs[26] (première diffusion)
- Canada : 1,6 million de téléspectateurs[27] (première diffusion + différé 7 jours)
- Québec : 598 000 téléspectateurs[28] (deuxième diffusion + différé 7 jours)
- France : 330 000 téléspectateurs[29](première diffusion)

- Nicole Forester (Christie, sœur de Matthew Casey)
- Randy Flagler (Capp)
- Edwin Hodge (Rick Newhouse)
- Patrick Flueger (Adam Ruzek)
- Amy Morton (Trudy Platt)

Matt Casey retrouve sa nièce, Violette, et découvre qu'elle est blessée, car elle s'est bagarrée au collège et a dû en changer. De plus, il apprend que sa sœur, Christie, a déménagé à Long Island avec son mari et sa fille. Sylvie Brett a recouché avec son ex-fiancé, Harrison, et ne sait plus trop où elle en est. L'équipe de la caserne 51 est envoyée sur un bâtiment en feu. Une des victimes, un homme, est contraint de s'abriter des flammes sur le balcon de son appartement. Après s'être assuré que son lieutenant et Gabriela Dawson, la stagiaire, soient sur le toit, Joey Cruz déploie l'aérienne et vole au secours de la victime. De leurs côtés, les deux premiers pompiers sont obligés d'utiliser l'équipement de rappel pour descendre du toit. Une fois l'intervention terminée, Matt se rend chez sa sœur et celle-ci lui apprend qu'elle a des problèmes d'argent. Il lui propose son aide, mais elle refuse catégoriquement. Avec ses collègues, il rend visite à Jim, le mari de sa sœur, qui lui révèle s'apprêter à divorcer, puis est surpris de s'apercevoir que son beau-frère a une liaison avec sa réceptionniste, Keri Hathaway. À la caserne, Christopher Herrmann se plaint auprès de Wallace Boden que Matt soit monté sur le toit du bâtiment en flammes avec la stagiaire pendant l'intervention, alors que ce n'est pas son rôle. L'ambulance 61 est ensuite appelée pour soigner un homme qui souffre de crises psychotiques et les ambulanciers lui injectent deux doses de midazolam pour le calmer. 

### Épisode 6:Faites vos jeux
- États-Unis /  Canada : 28 octobre 2014 sur NBC / Global
- Suisse : 13 septembre 2015 sur RTS Un
- Belgique : 2 décembre 2016 sur RTL TVI
- Québec :
  - 28 septembre 2015 sur AddikTV
  - 10 mai 2016 sur TVA
- France : 24 avril 2016 sur D17

- États-Unis : 7,23 millions de téléspectateurs[30] (première diffusion)
- Canada : 1,695 million de téléspectateurs[31] (première diffusion + différé 7 jours)
- Québec : 572 000 téléspectateurs[32] (deuxième diffusion + différé 7 jours)
- France : 340 000 téléspectateurs[33](première diffusion)

- Nicole Forester (Christie Casey)
- Randy Flagler (Harold Capp)
- Edwin Hodge (Rick Newhouse)

Le lendemain matin, Matt Casey se présente, comme convenu, au bureau de son futur ex beau-frère, Jim, à la Jordan Development et ce dernier lui montre les papiers que sa sœur, Christie, a signés: elle touchera 2 000 $ par mois pendant 4 ans après leur divorce, mais il vend la maison et le reste des bénéfices de la société sera versé à sa maîtresse, Keri Hathaway. Il demande l'aide de Rick Newhouse qui lui conseille un bon avocat spécialisé en divorces: Banquel. L'équipe du 51 vole ensuite au secours d'Archy, un petit garçon de 6 ans, qui a la tête coincée entre les barres de fer du balcon. L'ambulance 61 le conduit à l'hôpital, mais sur place, un des infirmiers apprend à Sylvie que l'enfant a été retiré à sa mère par les Services de Protection de l'Enfance, il y a 3 ans, pour des soupçons de maltraitance, de négligence et justement, Archy est retiré à sa mère au même moment. Matt et Christie rencontrent l'avocat en question qui leur propose une injonction préliminaire pour empêcher d'autres transferts et faire appel à un expert en comptabilité, ce qui pourrait permettre à Christie d'avoir 50 ou 60% des bénéfices de Jordan Development, sauf si elle accepte l'offre de son futur ex-mari. La sœur de Matt veut prendre le temps de réfléchir avant de prendre une décision. Pendant ce temps, Rick et Peter Mills récupèrent Tobi, un chien qui appartient à une femme dont son ex-mari s'en était emparé. Christopher Hermann apprend à Gabriella Dawson comment se servir d'un maillet et les ambulanciers sont visités par la mère d'Archy qui sollicite leur aide pour récupérer son fils, mais Kelly Severide, le lieutenant du Scours 3, lui répond que cela n'est pas de leur ressort. L'ambulance 61 aide un homme à terre et son compère qui a une fourchette dans l'œil droit. Sylvie extrait à la première victime un morceau de saucisse en brochette coincé dans sa gorge. Sylvie et Kelly se rendent chez la mère d'Archy et comprennent qu'elle le nourrit sainement. 

### Épisode 7:Les Jeunes mariés
- États-Unis /  Canada : 11 novembre 2014 sur NBC / Global
- Suisse : 27 septembre 2015 sur RTS Un
- Belgique : 2 décembre 2016 sur RTL TVI
- Québec :
  - 5 octobre 2015 sur AddikTV
  - 17 mai 2016 sur TVA
- France : 1er mai 2016 sur D17

- États-Unis : 9,06 millions de téléspectateurs[34] (première diffusion)
- Canada : 1,889 million de téléspectateurs[35] (première diffusion + différé 7 jours)
- Québec : 599 000 téléspectateurs[36] (deuxième diffusion + différé 7 jours)
- France : 330 000 téléspectateurs[37](première diffusion)

L'équipe du 51 est heureuse du retour de Kelly Severide de Las Vegas et ce dernier leur apprend une nouvelle surprenante: il est marié avec Brittany Baker, la femme qu'il a rencontrée au casino. Elle intervient ensuite sur un accident de voiture et porte secours à Allison, la conductrice. Gabriella Dawson semble inquiète au sujet du lieutenant du Secours 3, car depuis la mort de Leslie Shay, il n'est plus du tout le même. L'ambulance 61 est sollicité pour une collision entre deux voitures, mais le chauffard convulse après avoir pris du crack. Les ambulanciers lui donnent du midazolam, car il est en tachycardie, sauf que l'homme vomit sur Sylvie Brett et l'autre conductrice. Comme prévu, l'épouse de Kelly débarque à la caserne et apporte des pâtisseries. Gabriella fait part de son inquiétude pour Kelly à ce dernier, mais il répète aller mieux. 

### Épisode 8:In extremis
- États-Unis /  Canada : 18 novembre 2014 sur NBC / Global
- Suisse : 27 septembre 2015 sur RTS Un
- Belgique : 9 décembre 2016 sur RTL TVI
- France : 1er mai 2016 sur D17
- Québec :
  - 12 octobre 2015 sur AddikTV
  - 24 mai 2016 sur TVA

- États-Unis : 7,75 millions de téléspectateurs[39] (première diffusion)
- Canada : 1,889 million de téléspectateurs[40] (première diffusion + différé 7 jours)
- Québec : 611 000 téléspectateurs[41] (deuxième diffusion + différé 7 jours)
- France : 330 000 téléspectateurs[42](première diffusion)

### Épisode 9:Le Respect des ordres
- États-Unis /  Canada : 25 novembre 2014 sur NBC / Global
- Suisse : 4 octobre 2015 sur RTS Un
- Belgique : 9 décembre 2016 sur RTL TVI
- France : 8 mai 2016 sur D17
- Québec :
  - 19 octobre 2015 sur AddikTV
  - 31 mai 2016 sur TVA

- États-Unis : 6,02 millions de téléspectateurs[43] (première diffusion)
- Canada : 1,538 million de téléspectateurs[44] (première diffusion + différé 7 jours)
- Québec : 682 000 téléspectateurs[45] (deuxième diffusion + différé 7 jours)
- France : 290 000 téléspectateurs[46](première diffusion)

- Jesse Lee Soffer (Jay Halstead)
- James Russo (Papa Lullo)
- Amy Morton (Trudy Platt)
- Serinda Swan (Britanny Baker)

Les pompiers de la caserne 51 sont appelés sur une fuite d'acide chlorhydrique au beau milieu d'une route. Gabriela Dawson prend l'initiative de déverser du sable autour de la zone pour éviter la propagation de l'acide, avec l'aide d'un camion, sous les yeux du chef du district-adjoint. Cependant, cette décision irréfléchie va créer des tensions entre Matthew Casey et elle, ce qui affecte leur relation amoureuse. De leurs côtés, Sylvie Brett et Peter Mills sauvent une première fois Jason Lullo, un jeune homme de la noyade, alors qu'il nageait dans une piscine. Mais alors qu'il est transporté à l'hôpital par l'ambulance, il fait un œdème pulmonaire et un arrêt cardiaque et, malgré les tentatives de Peter ainsi que celles des infirmières du Chicago Med de le ranimer, il ne s'en sort malheureusement pas. Le duo de l'ambulance 61 apprend qu'il était le fils d'un diplomate mafieux de la ville.

### Épisode 10:En roue libre
- États-Unis /  Canada : 2 décembre 2014 sur NBC / Global
- Suisse : 4 octobre 2015 sur RTS Un
- Belgique : 16 décembre 2016 sur RTL TVI
- France : 8 mai 2016 sur D17
- Québec :
  - 26 octobre 2015 sur AddikTV
  - 7 juin 2016 sur TVA

- États-Unis : 7,36 millions de téléspectateurs[47] (première diffusion)
- Canada : 1,651 million de téléspectateurs[48] (première diffusion + différé 7 jours)
- Québec : 631 000 téléspectateurs[49] (deuxième diffusion + différé 7 jours)
- France : 320 000 téléspectateurs[50](première diffusion)

Anthony Lullo, le diplomate mafieux de la ville, rend visite à Peter Mills à la caserne 51, lui présente ses excuses pour l'avoir menacé de mort et le remercie d'avoir tout tenté pour sauver son fils, Jason. Les pompiers sauvent un couple dans un immeuble incendié. Le capitaine Wallace Boden et Donna se disputent sur le nom de famille à donner à leur fils. Joey Cruz, Otis et Mouch informent Christopher Herrmann du lancement officiel du Molly 2. Alors qu'ils s'apprêtent à faire leur début commercial au marché de Noël de la ville, le premier pompier active accidentellement le frein à main du camion qui part s'écraser sur la tente de Jésus. Pour oublier sa dispute avec sa compagne, Matt Casey et Kelly Severide passent une soirée dans un bar à regarder un match de hockey et rencontrent deux femmes. Le lieutenant du Secours 3 a couché avec Chloé, tandis que le lieutenant de l'échelle 81 s'est écroulé sur le canapé, mais a oublié son téléphone chez elle.

### Épisode 11:Laisse-le mourir
- États-Unis /  Canada : 6 janvier 2015 sur NBC / Global
- Suisse : 11 octobre 2015 sur RTS Un
- Belgique : 16 décembre 2016 sur RTL TVI
- France : 15 mai 2016 sur D17
- Québec :
  - 2 novembre 2015 sur AddikTV
  - 14 juin 2016 sur TVA

- États-Unis : 6,77 millions de téléspectateurs[51] (première diffusion)
- Canada : 1,737 million de téléspectateurs[52] (première diffusion + différé 7 jours)
- France : 260 000 téléspectateurs[53](première diffusion)

- Jesse Lee Soffer (lieutenant Jay Halstead)

L'équipe de l'échelle 81 est inquiète, car elle est sans nouvelles de Peter Mills et Sylvie Brett depuis qu'ils ont été appelés sur un incident de routine dans la matinée. Matt Casey fait appel à Jay Halstead, le policier de l'unité de renseignements d'Hank Voight, pour mener l'enquête. 6 heures plus tôt, après s'être faits enlever par deux hommes de main d'Anthony Lullo, l'ambulancier provoque un accident en déclenchant une bagarre dans la voiture. Kelly Severide informe l'échelle 81 que le fils de Wallace Boden et Donna a fait une détresse respiratoire après sa naissance. Christopher Herrmann décide d'appeler son chef pour prendre des nouvelles et le prévenir qu'il va demander à Cindy de les rejoindre. Matt prévient Gabriela Dawson de la situation. Joey Cruz décide d'aider le policier dans son enquête. L'un des hommes de main du diplomate mafieux fait une hémorragie interne à cause d'une boule dans le cou, dû à l'accident, et peut en mourir à tout moment. Son acolyte demande aux ambulanciers de le sauver en échange de leur libération. Sylvie refuse catégoriquement de l'aider et demande à son équipier de le laisser mourir, mais Peter accepte. De leurs côtés, Wallace et Donna apprennent, par une infirmière, que la machine ECMO respire à la place de leur fils et fait le travail de ses poumons jusqu'à ce qu'il respire de lui-même. Le couple reçoit la visite de celui de Christopher et Cindy, tous deux inquiets. Le pompier informe son supérieur de la disparition des deux ambulanciers. Jay et son équipe parviennent à retrouver leurs traces et les sauvent.

### Épisode 12:Un prédateur en embuscade
- États-Unis /  Canada : 13 janvier 2015 sur NBC / Global
- Suisse : 11 octobre 2015 sur RTS Un
- Belgique : 23 décembre 2016 sur RTL TVI
- France : 15 mai 2016 sur D17
- Québec :
  - 9 novembre 2015 sur AddikTV
  - 21 juin 2016 sur TVA

- États-Unis : 6,66 millions de téléspectateurs[54] (première diffusion)
- Canada : 1,693 million de téléspectateurs[55] (première diffusion + différé 7 jours)
- France : 280 000 téléspectateurs[56](première diffusion)

Wallace Boden fait face à l'intrusion de son père dans sa vie qui lui donne des conseils sans avoir été sollicité. Après avoir découvert des preuves surprenantes dans l'incendie du box de stockage qui semble lié à celui qui a pris la vie de Leslie Shay, Kelly Severide et Gabriela Dawson font appel à Kevin Atwater pour mener l'enquête. Les pompiers de la caserne 51 interviennent sur un accident de voiture qui implique l'aumônier William Orlovsky. Transporté à l'hôpital, il est toujours inconscient. Les deux pompiers retournent sur le lieu du sinistre qui a coûté la vie à leur amie, sauf qu'ils découvrent que le départ de feu ne s'est pas produit au même endroit. Les ambulanciers sont appelés chez un couple, dont la femme est blessée au nez, mais s'aperçoivent que cette dernière est victime de violences conjugales. Néanmoins, celle-ci refuse d'être soignée et signe une décharge. Matt Casey se rend chez l'aumônier et est informé que la mère de ce dernier est morte depuis des mois.

### Épisode 13:En l'honneur de Shay
- États-Unis /  Canada : 3 février 2015 sur NBC / Global
- Suisse : 25 octobre 2015 sur RTS Un
- Belgique : 12 février 2016 sur RTL TVI (cross over)
- France : 22 mai 2016 sur D17
- Québec :
  - 16 novembre 2015 sur AddikTV
  - 28 juin 2016 sur TVA

- États-Unis : 6,52 millions de téléspectateurs[57] (première diffusion)
- Canada : 1,769 million de téléspectateurs[58] (première diffusion + différé 7 jours)
- France : 330 000 téléspectateurs[59](première diffusion)

Robert Knepper (Adrian Gish)
Durant son investigation sur l'incendie qui a coûté la vie à Leslie Shay, Kelly Severide découvre un indice qui prouve que le pyromane a volontairement fait brûler l'immeuble, et que la mort de sa meilleure amie est bel et bien un assassinat. Il en parle à la capitaine Cunningham qui décide d'ouvrir une enquête. La caserne 51 reçoit la visite de Megan Shay, la sœur de Leslie. Plus tard, il reçoit un appel de Kevin Hadley dans le bureau du capitaine Wallace Boden, incarcéré au pénitencier de Stateville. L'ancien pompier explique au lieutenant du Secours 3 avoir reçu une enveloppe qui contient l'article de la mort de l'ambulancière avec l'adresse de l'expéditeur (qui n'est autre que celle de l'immeuble incendié à McFarland, en Californie, où Henri Mills, le père de Peter, y a perdu la vie il y a 20 ans). Sylvie Brett et Peter emmènent la sœur de Leslie sur une intervention afin de lui faire découvrir son quotidien. Ils arrêtent un homme aux troubles mentaux, puis préviennent la police afin que celui-ci soit appréhendé. Grâce à un des témoins, la cheffe des enquêtes incendie réussit à identifier le pyromane des deux incendies criminels : Adrian Gish, un homme de 47 ans déjà accusé deux fois d'incendies volontaires.

### Épisode 14:Zone refuge
- États-Unis /  Canada : 10 février 2015 sur NBC / Global
- Suisse : 25 octobre 2015 sur RTS Un
- Belgique : 23 décembre 2016 sur RTL TVI
- France : 22 mai 2016 sur D17
- Québec :
  - 23 novembre 2015 sur AddikTV
  - 5 juillet 2016 sur TVA

- États-Unis : 6,29 millions de téléspectateurs[60] (première diffusion)
- Canada : 1,612 million de téléspectateurs[61] (première diffusion + différé 7 jours)
- France : 330 000 téléspectateurs[62](première diffusion)

Richard Roundtree
À Chicago, la température extérieure est glaciale (-40°) et les pompiers de la caserne 51 font tout ce qu'ils peuvent pour protéger leurs équipements du froid. De son côté, Gabriela Dawson récupère un bébé en état hypothermique, mais fort heureusement, ses jours ne sont pas en danger. Elle va tout naturellement prendre soin de lui. La capitaine Cunningham sollicite l'aide de Kelly Severide pour enquêter sur un feu électrique dû à un court-circuit sur un serveur informatique. Wallace Boden reçoit la visite de son père et lui montre une brochure d'un centre de greffe de lymphocyte T pour que son géniteur puisse continuer de vivre et voir son fils grandir, mais ce dernier refuse catégoriquement. L'ambulance 61 est envoyée sur une intervention et une femme, qui prétend être la mère du bébé abandonné, fait son entrée dans la caserne. Cependant, Wallace lui demande d'apporter les documents nécessaires pour prouver ses dires et Matt Casey contacte le Service d'Aide à l'Enfance. Peter Mills s'occupe de Chris, un adolescent qui souffre de démangeaisons et Sylvie part à la recherche de Célia, la copine de celui-ci. Matt et Gabriela s'occupent ensemble du bébé et cela les rapproche encore plus. À l'intérieur de l'entrepôt, l'ambulancière tombe sur un SDF et l'invite à rejoindre le véhicule à l'extérieur. Kelly se rend compte que la capitaine Cunningham veut le recruter au Service des enquêtes incendie. Après avoir recueilli le SDF dans l'ambulance, Peter vole à la rescousse de sa coéquipière, partie chercher Célia. 

### Épisode 15:Le Fruit défendu
- États-Unis /  Canada : 17 février 2015 sur NBC / Global
- Suisse : 1er novembre 2015 sur RTS Un
- Belgique : 10 février 2017 sur RTL TVI
- France : 29 mai 2016 sur D17
- Québec : 30 novembre 2015 sur AddikTV

- États-Unis : 6,26 millions de téléspectateurs[63] (première diffusion)
- Canada : 1,579 million de téléspectateurs[64] (première diffusion + différé 7 jours)
- France : 260 000 téléspectateurs[65](première diffusion)

Un soir, Matt Casey fait la rencontre de Beth et a une aventure avec elle. Après le décès de son père, le chef Wallace Boden s'accorde quelques jours de congés pour s'en remettre. Il est remplacé temporairement par l'ancien chef de bataillon de la caserne 17, fermé à l'époque par Gail McLeod : Pat Pridgen. Pour remplacer Rick Newhouse, parti 15 jours à San Diego avec sa fille, ce dernier fait appel à Tommy Welch qui n'est pas bien accueilli par ses nouveaux collègues à cause de leurs différends passés. Célia, la fille que Sylvie Brett a sauvée, passe à la caserne 51 pour offrir un bracelet à l'ambulancière, puis lui apprend qu'elle a perdu sa guitare. 

### Épisode 16:Le Mensonge de trop
- États-Unis /  Canada : 3 mars 2015 sur NBC / Global
- Suisse : 1er novembre 2015 sur RTS Un
- Belgique : 10 février 2017 sur RTL TVI
- France : 29 mai 2016 sur D17
- Québec : 7 décembre 2015 sur AddikTV

- États-Unis : 9,07 millions de téléspectateurs[66] (première diffusion)
- Canada : 1,491 million de téléspectateurs[67] (première diffusion + différé 7 jours)
- France : 320 000 téléspectateurs[68](première diffusion)

Mouch découvre que son don de sperme à une clinique de fertilité a donné naissance à un enfant qui, aujourd'hui jeune adulte, désire le rencontrer. Il semble terrorisé à l'idée de faire connaissance avec sa progéniture, mais Christopher Hermann, ainsi que Trudy Platt, l'encouragent vivement à faire le premier pas.

### Épisode 17:Une deuxième chance
- États-Unis /  Canada : 10 mars 2015 sur NBC / Global
- Suisse : 8 novembre 2015 sur RTS Un
- Belgique : 17 février 2017 sur RTL TVI
- France : 5 juin 2016 sur D17
- Québec : 4 janvier 2016 sur AddikTV

- États-Unis : 8,57 millions de téléspectateurs[69] (première diffusion)
- Canada : 1,808 million de téléspectateurs[70] (première diffusion + différé 7 jours)
- France : 290 000 téléspectateurs[71](première diffusion)

Mouch reçoit la visite d'Emmett, le grand frère de sa fille, à la caserne 51 qui regrette d'avoir essayé de le contacter et le traite de lâche. Réalisant son erreur, il souhaite s'accorder une seconde chance de rencontrer sa fille biologique. Il retourne à la clinique de fertilité pour avoir le numéro du jeune homme, mais sa demande lui est refusé. De son côté, Kelly Severide sollicite l'aide du chef Wallace Boden pour intégrer Scott Rice dans son équipe. Cependant, Otis semble avoir des doutes sur la fiabilité et la sincérité de l'ami du lieutenant du Secours 3.

### Épisode 18:La Rémission des pêchés
- États-Unis /  Canada : 17 mars 2015 sur NBC / Global
- Suisse : 8 novembre 2015 sur RTS Un
- Belgique : 17 février 2017 sur RTL TVI
- France : 5 juin 2016 sur D17
- Québec : 11 janvier 2016 sur AddikTV

- États-Unis : 6,96 millions de téléspectateurs[72] (première diffusion)
- Canada : 1,459 million de téléspectateurs[73] (première diffusion + différé 7 jours)
- France : 340 000 téléspectateurs[74](première diffusion)

Scott Rice invite Kelly Severide et April Sexton à déjeuner. À la caserne 51, Sylvie Brett cherche à tout prix à éviter de croiser Joey Cruz, car elle a émis son souhait de rompre avec lui sans le lui dire. Peter Mills reçoit la visite de sa sœur Elise qui lui apprend que sa mère et elle vont voir l'avocat de Léonard pour le testament. Alors que les pompiers de la caserne 51 interviennent sur un immeuble enflammé, Christopher Herrmann sauve la vie d'un petit garçon qui souffre de brûlures pulmonaires, conduit au Chicago Med par les ambulanciers. Matt Casey et lui sont appelés au bureau du chef Wallace Boden, puis tombent sur les agents Kim Burgess et Sean Roman du service des renseignements de Chicago qui leur apprennent que le père de l'enfant, Ed Slater, serait le pyromane qui a provoqué l'incendie. Les deux agents de police leur montrent également une vidéo de ce dernier en train de se droguer et de projeter de la fumée sur son propre fils. Cette histoire touche de près ou de loin le pompier de l'échelle 81, car il est lui-même père de 5 enfants. Ce dernier questionne un des voisins du quartier où il a grandi et apprend que la mère du petit est actuellement en prison pour possession de drogue. Inquiet pour son collègue, Matt Casey demande à Gabriela Dawson et Mouch de veiller sur lui. De son côté, Otis tente de faire comprendre à son meilleur ami et colocataire que Sylvie et lui ne sont pas faits l'un pour l'autre.

### Épisode 19:Carnage aux urgences
- États-Unis /  Canada : 7 avril 2015 sur NBC / Global
- Suisse : 15 novembre 2015 sur RTS Un
- Belgique : 24 février 2017 sur RTL TVI
- France : 12 juin 2016 sur D17
- Québec : 18 janvier 2016 sur AddikTV

- États-Unis : 8,67 millions de téléspectateurs[75] (première diffusion)
- Canada : 1,706 million de téléspectateurs[76] (première diffusion + différé 7 jours)
- France : 330 000 téléspectateurs[77](première diffusion)

- Nick Gehlfuss (Will Halstead, frère de Jay)
- Yaya DaCosta (April Sexton)
- S. Epatha Merkerson (Sharon Goodwin)
- Laurie Holden (Dr Hannah Tramble)
- Oliver Platt (Dr Daniel Charles)
- Jesse Lee Soffer (Jay Halstead, frère de Will)

Après être intervenus sur un incendie qui a causé des fuites toxiques dans une usine, où le nombre de victimes intoxiquées est important, les pompiers de la caserne 51 les conduisent au Chicago Med. Mais alors qu'ils arrivent sur place, un jeune terroriste s'explose à l'aide d'une grenade, prétextant être porteur du virus Ebola. Toutes les personnes présentes dans l'enceinte de l'hôpital sont saines et sauves, à part un homme qui a perdu un bras et le lieutenant du Secours 3, Kelly Severide, qui est gravement touché par l'explosion souffre d'un traumatisme au dos et thorax, car il a reçu des débris de la grenade. À l'extérieur, le docteur Daniel Charles, le chef du service psychiatrie du Chicago Med, aide le capitaine Wallace Boden à calmer un des patients qui souhaite quitter les lieux.

### Épisode 20:Tu sais où me trouver
- États-Unis /  Canada : 21 avril 2015 sur NBC / Global
- Suisse : 15 novembre 2015 sur RTS Un
- Belgique : 24 février 2017 sur RTL TVI
- France : 12 juin 2016 sur D17
- Québec : 25 janvier 2016 sur AddikTV

- États-Unis : 6,72 millions de téléspectateurs[78] (première diffusion)
- Canada : 1,409 million de téléspectateurs[79] (première diffusion + différé 7 jours)
- France : 310 000 téléspectateurs[80](première diffusion)

À la suite de la convalescence de Kelly Severide, Peter Mills est réintégré dans le Secours 3 et c'est Scott Rice qui le dirige temporairement. Wallace Boden cherche quelqu'un pour remplacer l'ancien ambulancier et Gabriela Dawson se propose pour retourner dans l'ambulance 61, ce auquel Matt Casey ne s'oppose pas. Cependant, le pompier du Secours 3 reçoit la visite de sa mère et sa sœur qui lui apprennent qu'elles ont décidé d'emménager en Caroline du Nord afin d'ouvrir un nouveau restaurant légué par Léonard, son grand-père. Mais plus tard, après avoir longuement réfléchi, il se rend compte que sa famille est bien plus importante que son métier de pompier, qu'il doit arrêter de poursuivre l'ombre de son père et décide de quitter la caserne 51. Il annonce sa décision à ses futurs anciens collègues et bien qu'ils soient tristes, Matt et Kelly le soutiennent. Pour sa dernière garde, il sauve la vie du père de Véri Sanchez qui est entre la vie et la mort à cause d'un accident de voiture.

### Épisode 21:La Petite nouvelle
- États-Unis /  Canada : 28 avril 2015 sur NBC / Global
- Suisse : 22 novembre 2015 sur RTS Un
- France : 19 juin 2016 sur D17
- Québec : 1er février 2016 sur AddikTV

- États-Unis : 6,85 millions de téléspectateurs[81] (première diffusion)
- Canada : 1,607 million de téléspectateurs[82] (première diffusion + différé 7 jours)
- France : 280 000 téléspectateurs[83](première diffusion)

Pour compenser le départ de Peter Mills, parti en Caroline du Nord avec sa famille, la caserne 51 recrute une nouvelle ambulancière : Jessica Chilton, alias « Chili ». Mais elle est accueillie froidement par ses nouveaux collègues qui ont bien du mal à se remettre du départ de l'ancien pompier du Secours 3. L'équipe est ensuite appelée pour un feu de bâtiment. Scott Rice se plaint d'avoir un problème avec son masque auprès de Kelly Severide et quitte l'immeuble, ce qui n'échappe pas à Otis qui émet de plus en plus de soupçons à son encontre. Billy Carson, un des résidents, est sauvé, mais sa voisine, Véronica, infirmière au Chicago Med, est gravement brûlée au 3e degré. Antonio Dawson rend visite à sa sœur Gabriela à la caserne et lui apprend que la victime a été battue et violée avant que l'incendie ne se déclenche. L'équipe reçoit un carton plein de nourriture de la part de la famille de leur ancien collègue, en plus d'une photo, ce qui réveille la nostalgie au sein de la brigade. Otis parle de ses doutes concernant Scott à Joey Cruz qui vérifie l'état du masque de ce dernier et ne trouve aucune anomalie. L'ambulance 61 aide une femme qui a été poignardée par le voleur qui s'est blessé à la jambe.

### Épisode 22:La Taupe
- États-Unis /  Canada : 5 mai 2015 sur NBC / Global
- Suisse : 22 novembre 2015 sur RTS Un
- France : 26 juin 2016 sur D17
- Québec : 8 février 2016 sur AddikTV

- États-Unis : 6,76 millions de téléspectateurs[85] (première diffusion)
- Canada : 1,511 million de téléspectateurs[86] (première diffusion + différé 7 jours)
- France : 400 000 téléspectateurs[87](première diffusion)

L'équipe de l'échelle 81 se rend sur un accident, où un jeune garçon prénommé Justin a perdu connaissance en glissant d'une falaise après être passé au-dessus d'une glissière. Christopher Herrmann et Gabriela Dawson s'occupent d'aller chercher la victime sans attendre le Secours 3, pas loin du lieu de l'accident. Kelly Severide réprimande Otis et le reste de l'équipe de l'échelle 81. Matt Casey demande à Joey Cruz et Otis de s'expliquer et ces derniers lui révèlent que Scott Rice a quitté son poste pendant une intervention et qu'aucun problème n'a été trouvé dans son régulateur, alors que le pompier du Secours 3 prétendait avoir un problème avec son masque. Mais le lieutenant de l'échelle 81 demande à ses deux hommes de garder leurs soupçons pour eux. Il reçoit la visite d'Hank Voight qui lui apprend que Jack Nesbitt trempe dans des magouilles et demande au pompier d'être la taupe, mais il refuse de l'aider et lui dit qu'il ne travaille plus pour le gérant de la boîte de strip-tease. Gabriela, qui a eu son frère au téléphone, révèle au pompier que Jack Nesbitt fait du trafic d'êtres humains et venir des femmes d'Europe de l'Est pour les faire travailler dans sa boîte, puis les pousser à se prostituer. Elle tente de convaincre son lieutenant d'aider l'équipe des renseignements. Pendant ce temps, les tensions sont toujours palpables entre l'échelle 81 et le Secours 3. Les ambulancières sont appelées à intervenir dans une église, où un mariage s'y déroule, mais une pasteur est tombée dans les pommes à cause d'un médicament donné par erreur par le père du futur marié. Wallace Boden convoque Matt et Kelly, puis leur demande de calmer les tensions entre leurs hommes de leurs équipes respectives. Le lieutenant de l'échelle 81 change d'avis et accepte finalement d'aider l'équipe des renseignements à coincer Jack Nesbitt.

### Épisode 23:Désunion
- États-Unis /  Canada : 12 mai 2015 sur NBC / Global
- Suisse : 29 novembre 2015 sur RTS Un
- France : 26 juin 2016 sur D17
- Québec : 15 février 2016 sur AddikTV

- États-Unis : 6,66 millions de téléspectateurs[88] (première diffusion)
- Canada : 1,57 million de téléspectateurs[89] (première diffusion + différé 7 jours)
- France : 430 000 téléspectateurs[90](première diffusion)

Les hommes de main de Jack Nesbitt découvrent le mouchard caché dans le téléphone de Matt Casey et s'en débarrassent. Joey Cruz reçoit une bonne nouvelle, mais n'en parle pas à Otis. La tension règne toujours entre les équipes de l'échelle 81 et le Secours 3 après être intervenues sur une fuite de gaz dans la maison d'une femme âgée. En rentrant à la caserne, toute l'équipe de l'échelle soutient Otis en s'asseyant à la table du Secours 3 qui décide d'aller faire le plein pour leur fourgon. Chili reçoit sa bouteille de « Chileeze » et le résultat est un succès. Pour lancer son projet, elle aimerait trouver une célébrité pour être le porte-parole. Le capitaine Wallace Boden se confie à sa femme sur l'animosité qui se déroule au sein de son équipe. Matt et Kelly Severide se disputent encore au sujet de Scott Rice. Jack découvre que le lieutenant de l'échelle 81 travaille pour la police de la ville. Avec l'aide de Christopher Herrmann et Otis, l'ambulancière parvient à convaincre Scott Pipple, un joueur de football américain, de devenir le porte-parole de son produit. Le lieutenant du Secours 3 passe voir Jerry pour vérifier l'histoire de son ami, mais ce dernier lui apprend ne pas avoir reçu de régulateur de masque. Kelly se rend alors compte que Scott lui a menti depuis le début et Wallace décide de renvoyer le pompier.